# Plotosaurus
Plotosaurus ("Plavající ještěr") byl rod mořského plaza z čeledi Mosasauridae, žijícího v období nejpozdnější křídy. Původně byl pojmenován jako Kolposaurus, a to již v roce 1942, v roce 1951 se ale zjistilo, že toto jméno je již použito, proto byl přejmenován na Plotosaurus.

## Popis
Ze všech mosasauridů byl plotosaurus nejlépe přizpůsobený životu ve vodě, měl úzké ploutve a velkou ocasní ploutev. Byl zřejmě rychlejší než ostatní mosasauridi. Také měl velké oči a šupinatou kůži. Šlo o predátora, který lovil také jiné mořské plazy: Druh Plotosaurus tuckeri dosahoval délky 13 metrů, druh Plotosaurus bennisoni byl dlouhý kolem 9 metrů.
V roce 2021 byly objeveny fosilie tohoto rodu také na území Japonska, jinak je Plotosaurus známý výlučně ze severoamerických lokalit.